# Choranche
Choranche é uma comuna francesa na região administrativa de Auvérnia-Ródano-Alpes, no departamento de Isère. Estende-se por uma área de 10,63 km². Em 2010 a comuna tinha 121 habitantes (densidade: 11,4 hab./km²).